# Assurance sportive
Le sport étant une activité physique, une pratique intense peut entraîner des accidents : accident de santé (blessure à la suite d'une chute, un faux mouvement, accident vasculaire…) ou accident physique pouvant survenir avec un tiers.
Certaines personnes peuvent vouloir s'assurer contre un tel risque, notamment vis-à-vis des tiers. Dans certains cas, la pratique peut être couverte par une assurance déjà contractée (comme une assurance responsabilité civile). Dans certains pays, une assurance sportive est obligatoire pour la pratique de certaines activités.

## En France
En France, la loi no 84-610 (modifiée) relative aux activités physiques et sportive dispose que les groupements sportifs doivent souscrire une assurance couvrant la responsabilité civile du groupement sportif, de l'organisateur, de leurs préposés et celle des pratiquants du sport ; les licenciés et pratiquants sont considérés comme des tiers entre eux. L'organisation de manifestation mettant en œuvre des véhicules à moteur doit aussi être assurée.
La structure exploitant une salle de sport doit également souscrire un contrat d'assurance couvrant sa responsabilité civile, celle des enseignants et de tout préposé de l'exploitant, ainsi que des personnes habituellement ou occasionnellement admises dans l'établissement pour y exercer les activités qui y sont enseignées.
Les pratiquants ne sont pas obligés d'avoir une assurance propre, mais le groupement sportif doit les informer de l'intérêt qu'ils ont à le faire.
Les fédérations sportives agréées peuvent conclure des contrats collectifs d'assurance visant à garantir les associations affiliées et leurs licenciés, les contrats ne pouvant être conclus qu'après appel à la concurrence. Les fédérations peuvent proposer cette assurance à leurs adhérents, associée à la licence. Toutefois, il n'y a aucune obligation pour le pratiquant ou pour l'association adhérant à la fédération de contracter cette assurance-là ; ils peuvent très bien s'assurer ailleurs. Le document d'adhésion à la fédération doit par ailleurs préciser que l'assurance n'est pas obligatoire, et que le pratiquant peut en outre contracter des assurances complémentaires. À titre d'exemple, la Fédération française d'athlétisme a été condamnée en 1999 et en 2003 par le Conseil d'État pour avoir imposé son contrat d'assurance (Conseil d'État, 2 juillet 1999, no 199143 et Conseil d'État, 29 septembre 2003, no 240639).